# Сан Ђакомо (Модена)
Сан Ђакомо је насеље у Италији у округу Модена, региону Емилија-Ромања.
Према процени из 2011. у насељу је живело 53 становника. Насеље се налази на надморској висини од 590 м.